# Платон (Руднев)
Епископ Платон (в миру Николай Николаевич Руднев; 11 (23) июня 1885, Москва — январь 1936) — епископ Русской православной церкви, епископ Богородский, викарий Московской епархии.

## Биография
Родился 11 июня 1885 года в Москве в семье диакона.
В 1901 году окончил в Москве Донское духовное училище и поступил в Московскую духовную семинарию, которую окончил в 1907 году. Некоторое время, до поступления в Московскую духовную академию в 1908 году работал учителем в церковно-приходской школе.
В 1912 году завершил обучение в Московской духовной академии со степенью кандидата богословия и стал сотрудником Исторического музея в Москве.
В 1922 году работал библиотекарем Московского исторического музея.
1 октября 1923 года иерей Николай Руднев был избран Патриархом Тихоном во епископа Богородского, викария Московской епархии.
В конце 1924 году был арестован. Сидел в Бутырской тюрьме, из которой отправлен в Соловецкий лагерь.
В июле 1926 года принимал участие в составлении «Соловецкого послания» (обращения православных епископов из Соловецких островов к правительству СССР). После освобождения из Соловецкого лагеря в 1927 году владыка направлен в ссылку в Усть-Сысольск Коми-Зырянского края.
Был противником декларации Митрополита Сергия и не участвовал в богослужениях с «сергианами», служил на дому. Однако не считал, что следует отделиться от возглавляемой Митрополитом Сергием Церкви.
В 1931 году оказался в пересыльном лагере Алма-Аты, работал птичником на птицеферме лагеря.
В 1932 году был освобожден и поселился во Владимире. 23 апреля 1932 года арестован и приговорён к 3 годам исправительно-трудовых лагерей.
По отбытии наказания проживал в Калинине, но недолго: 8 мая 1935 года был вновь арестован.
В январе 1936 года погиб в заключении при невыясненных обстоятельствах (возможно, расстрелян). Место погребения не известно.